# 第一次五カ年計画
第一次五カ年計画（だいいちじごかねんけいかく）とは、さまざまな国家や団体で作成される複数年次かつ継続的な長期計画のうち、5年間を区切りとして行われる最初の五カ年計画の事である。五カ年計画は「5か年計画」や「五か年計画」と表記されることもある。

## 各国の第一次五カ年計画

### ソビエト連邦
ただし、この言葉は前提無しで、しばしば1928年にソビエト連邦のヨシフ・スターリン政権が作成、ゴエルロ・プランを巨大化させた同国最初の五カ年計画を指して使われる事がある。本稿ではこれについて説明を加える。ロシアの歴史、ソビエト連邦の経済#第一次五カ年計画も参照。
ウラジーミル・レーニンが最高指導者としてまだ健在だった1921年に新経済政策（ネップ）の採用を決めて以後、ロシア革命と内戦の混乱、そしてあらゆる企業の国有化と厳しい経済統制を求める「戦時共産主義」政策で疲弊したソビエト連邦の経済はようやく立ち直った。しかし、レーニンが擁護した「国家資本主義」に基づく政策の下で営業を認められた都市部の小規模商工業者（ネップマン）や農村の自営農民（クラーク）が力を蓄えると、貧富の差の解消や労働者階級による国家統治という、社会主義の基本理念との矛盾が発生した。
これを解消し、ソビエト連邦共産党による強力な国家支配を可能にするためにはより集権的なスターリニズムが必要であり、その元で西側陣営に経済面でハイペースで追いつこうと考えたスターリンはネップに否定的見解を示し、1928年にニコライ・コンドラチエフら党内の反対派を押し切り、この第一次五カ年計画を発表した。こうして1930年代、ソ連は隔絶した経済圏を持つことで順調に重工業を発展させていくとともに、ソ連型社会主義として再び強硬な社会主義化路線に戻る。
ここで主張されたのは工業化による強力な国家統制・一党独裁体制を固めた共産党の指導による総合経済政策であり、ソ連を重工業重視・生活必需品生産軽視の工業化によって重工業に大きく偏った国とすること、コルホーズ（集団農場）の建設による農業集団化の強行、ソ連全土における電化（電力網の整備）などが含まれていた。施策は直ちに実行に移され、クラークなどに多くの犠牲者を出しながらも強引な近代化と工業化が進められた。特に五カ年計画で推し進められた農業の集団化で、ウクライナ社会主義ソビエト共和国が重点地域となっていた。
さらに、1932年からは「第一次五か年計画は4年間で前倒しに達成された」との認識に基づき、これを引き継ぐ第二次五カ年計画が発表され、1937年まで実施された。1933年には、ロシア北方の白海とバルト海を結び、軍事的にも重要な意味を持つ白海・バルト海運河が開通した。これは第一次五ヶ年計画の主要プロジェクトの一つであり、強制労働で大量の犠牲者を出しながらわずか2年の工期で作られた。他の大規模公共事業も、恐怖政治の犠牲になったおびただしい数の無実の囚人の命と引き換えに完成していった。第一次五カ年計画の強行に伴い罪人者の監房はすし詰めで、勝野金政なども収監の憂き目に会っている。
マナープなどの遊牧民定住化政策が大々的に展開され、キルギス、そして中央アジア全体において遊牧部落は消滅していった。 
海軍艦艇整備計画も第一次五カ年計画の一環であり、これに基づいてレニングラード級駆逐艦や、このほかT-35重戦車、T-43 (戦車・水陸両用)を開発。機甲師団の強化を図る。
ロシア革命とその後の混乱により弱体化していたソビエト連邦であったが、1930年代中盤頃までに第1次及び第2次五カ年計画を経て急速にその国力を回復。またソ連は着実に赤軍の極東軍管区の増強を継続。計画によりまた赤軍の機械化が実現する中で、縦深攻撃の戦略理論も完成されていった。
アエロフロート・ロシア航空は第一次五カ年計画によってウクライナ航空会社とドブロリョートが集約したもの。地上設備の整備を訴え、その後の五カ年計画で空港の整備などが政策に盛り込まれる。企業の再国有化でグム百貨店GUMは独裁体制の下での第一次五カ年計画開始からGUM内の全ての店舗が国営に接収。ロモも第一次五カ年計画に伴う企業再編で会社の名称が変わる。
その結果、ソ連政府の公式発表によると、鋳鉄生産高が1928年の330万トンから1932年には620万トン（第二次五ヶ年計画最終年の1937年には1450万トン）、発電量が1928年の500万キロワットから1932年に1350万キロワット（1937年には3620万キロワット）など、重工業部門で大きく生産量を伸ばした。ソ連国外での研究によると、この10年間における各数値の増加率は、ソ連の国内総生産が年率4.6%、鉱工業生産が年率10.5-16%（10年間で2.5-3.5倍）、機械工場数が年率27.4%という数字が提示されている。
重工業に傾斜した産業政策はノヴォシビルスクといった重工業都市・工業センターとなる計画都市も生み出され、重工業化によってウファでは自動車工場など作られ、トルキスタン・シベリア鉄道も残っていた1,442kmの全線が第一次五ヶ年計画の期間中の1930年に完成。ギドロプロエクトは1930年設立され第一次五ヶ年計画における水力発電用ダム建設を企画・調整した。
この成功により、ソ連は後にソ連型社会主義と呼ばれる独自の社会体制を建設した。以後もゴスプラン（国家計画委員会）による長期経済政策の策定や国家の各機関による実行が行われた。
また、国家による長期経済計画の策定とその実行はソ連以外の資本主義諸国に驚愕をもたらした。
アイザック・ドイッチャーは1931年に第一次五ヶ年計画の最中にあったソ連を訪問、経済状況などを視察する。ソ連の計画経済の成功は、政府が積極的に経済政策へ介入するケインズ経済学の登場やニューディール政策の提起につながっていった。第一次五カ年計画によって世界恐慌とは無縁の関係となった。ミハイル・イリーンはソ連の体制との折り合いは良く、第一次五ヶ年計画を肯定的に扱った著書などがある。
チェルカースィは第一次五カ年計画により特に食品産業と軽工業に力が入れられ、1950年代末からも、化学産業が発展しその州都となっていく。
その一方、第一次五カ年計画はロシア・アヴァンギャルドなど文化面では抑圧される。ツェントロソユーズの建設計画でも第一次五カ年計画に起因する材料不足に直面。華々しい展開を見せていた建築は一転政治的に排除の対象とされ、演劇のフセヴォロド・メイエルホリドへの銃殺刑のような明確な弾圧はなかったにせよ、緩やかに排除がなされていった。大会議場を連邦国家の威信をかけ第一次五カ年計画の締めくくりとして行われたソビエト・パレスの建築コンペティションはデコレーションケーキを派手に巨大化したようなデザインであったし、ロシア・アヴァンギャルドはロシアのクラシック音楽史にあっても、第一次五カ年計画の執行へと社会情勢が急速に変化する中では次第に抑圧され、ついには歴史から抹殺されるにいたる。
戦前期日本で制定した電力国家管理法などは、ソビエト連邦の第一次五カ年計画の模倣である。満州国などでも産業開発五カ年計画などを採用している（満州国の経済を参照）。

### 中華人民共和国
中華人民共和国の経済も中央人民政府副主席高崗率いる国家計画委員会の主導で、1953年から1957年にかけて第一次五カ年計画（一五計画）を導入。ソビエト連邦型の計画経済を模倣。ソ連型社会主義をモデルとし、農業の集団化などの社会主義化政策を進めた。ホータン市の織物業、養蚕業に近代的な技術を導入。新疆医科大学もソ連の援助による第一次五カ年計画の重要事業として設立された。1953年に鉱山の生産が再開された馬鞍山市も第一次五カ年計画の期間中急速に成長することとなる。

### その他の国
東ドイツことドイツ民主共和国も一党独裁体制であり、計画経済の下で建国した1949年に二カ年計画を開始。1951年より第一次五カ年計画が開始された。計画実施のために中央集権化が図られる。西ドイツよりも戦後復興目的が特にエネルギー産業に図られている。
アルゼンチンの歴史においても1947年から重工業の発展を目指した第一次五カ年計画がはじまるが失敗が明らかになり、アメリカ合衆国主導の米州機構から脱退している。インドでは第一次五カ年計画を経てインドの教育において女子の小学校および上級小学校への就学を劇的に改善させた。ラオスの歴史においても、プーマ首相の下、「第一次経済・社会開発五ヶ年計画」が実行に移され、国づくりへの取組みが本格的に始動、イタリアについては鹿島守之助が『南部イタリー開発 第一次五カ年計画(一九五〇-一九五五年)の成果』（鹿島研究所 1958年）を著している。
大韓民国でも1961年の5・16軍事クーデターで政権を掌握した朴正熙により、従来の李承晩政権が作っていた三カ年経済計画を修正する形で第一次経済開発五カ年計画（1962年‐66年）を推進し漢江の奇跡を起こす。和浦丸コリアの船影はその第一次経済開発五カ年計画記念切手の意匠にも選ばれている。しかし第一次経済開発五カ年計画は1964年に行き詰り、その打破を目指し1965年にベトナム戦争に参戦、主力部隊5万人をベトナムに派遣していた。
その韓国と1950年から1953年にかけて朝鮮戦争で激しく戦った朝鮮民主主義人民共和国（北朝鮮）でも中央集権的な国家計画の手法を適用。社会主義国家の通例に従い、かつ金日成内閣首相による独自の思想体系とされる主体思想の最初の適用とされるものの1つとして、「千里馬運動」とも呼ばれている1956年から1961年の五カ年計画で戦後の経済復興を志向した。ソビエト連邦と中華人民共和国の両方からの政治的独立を確実にするために重工業に焦点を当てた北朝鮮の迅速な経済発展を目的とし、中国共産党主席毛沢東の第一次五カ年計画や大躍進政策とも部分的な関連がみられる。第一次五カ年計画の初年度に金日成が千里馬郡の降仙製鋼所を視察して労働者に増産を呼びかけ、翌1957年には鋼材の大増産が達成されたとされる。なお、北朝鮮ではより長期間の経済計画作成が指向され、1961年からは「第一次七カ年計画」が実施された。